# Maringes
Maringes település Franciaországban, Loire megyében. Lakosainak száma 679 fő (2022. január 1.). Maringes Viricelles, Virigneux, Bellegarde-en-Forez, Chazelles-sur-Lyon, Saint-Cyr-les-Vignes, Grézieu-le-Marché és Meys községekkel határos.

## Népesség
A település népességének változása:
| Lakosok száma | 478  | 434  | 464  | 606  | 672  | 671  | 666  | 668  | 672  | 679  |
|               | 1968 | 1982 | 1990 | 2006 | 2013 | 2015 | 2017 | 2019 | 2020 | 2022 |